# Joaquim de Abreu Sampaio Vidal
Joaquim de Abreu Sampaio Vidal (São Carlos, 2 de novembro de 1897 — 19 de maio de 1952) foi um advogado e político brasileiro. 
Nascido em São Carlos-SP, era filho de Bento de Abreu Sampaio Vidal, um banqueiro e senador pelo Partido Republicano Paulista (PRP), e de Maria Isabel Botelho de Abreu Sampaio Vidal, uma tradicional família de cafeicultores paulistas ligada à política estadual. Era formado pela Faculdade de Direito de São Paulo do Largo São Francisco, exerceu a advocacia em São Carlos, São Paulo, onde também estabeleceu uma fazenda de café.
Foi secretário de administração municipal no governo Pedro de Toledo, ocasião em que esteve engajado na Revolução Constitucionalista de 1932. Após a deposição do governo paulista, foi preso e enviado ao exílio político em Portugal. Em 1934 retornou ao país e foi eleito deputado.
Em 1945, foi eleito deputado federal, com 12.238 votos.
Faleceu em 19 de maio de 1952, a bordo do navio que o levaria aos Estados Unidos. Foi sepultado na cidade de São Paulo, anos mais tarde os seus restos mortais foram exumados e trasladados para o Mausoléu do Soldado Constitucionalista no Obelisco do Ibirapuera.